# Soukhoï Su-6
Le Soukhoï Su-6 était un avion d'attaque au sol soviétique développé pendant la Seconde Guerre mondiale. L'intercepteur à haute altitude Su-7, à propulsion mixte (fusées et moteur à pistons), est basé sur le prototype monoplace du Su-6.sur la photo moteur am 42 à refroidissement liquide, le m71 étoile à refroidissement à air

## Conception et développement
Le développement du Su-6 a commencé en 1939, lorsque le bureau de conception de Soukhoï a commencé à travailler sur un avion blindé d'attaque au sol monoplace. Une commande de deux prototypes a été lancée le 4 mars 1940, et le 1er mars 1941, les essais en vol du premier prototype ont commencé avec le pilote d'essai AI. Kokin.
Les essais en vol ont montré que le Su-6 était supérieur à l'Iliouchine Il-2 dans presque toutes les catégories, mais son moteur avait dépassé sa limite d'âge[style à revoir] avant que le test fut terminé, et aucun autre moteur Chvetsov M-71 n'était disponible.
Le deuxième prototype a volé seulement en janvier 1942 en raison de l'évacuation de l'OKB après le début de la Grande Guerre patriotique. Il était armé de deux canons de 23 mm, quatre mitrailleuses et dix rails pour roquettes. Les résultats des tests ont été très favorables, et l'Institut de recherche scientifique de l'AFRA a recommandé l'acquisition d'un petit lot de production pour les essais dans des conditions de combat. Un projet pour la production de 25 avions a été préparé, mais malheureusement pour Soukhoï, il n'a jamais été publié officiellement.
Pendant ce temps, l'expérience au combat avec l'Il-2 a démontré la nécessité d'un mitrailleur arrière. Le troisième prototype a donc été conçu pour accueillir un deuxième membre d'équipage, au détriment de la charge utile (de 400 à 200 kg), et a été équipé d'un moteur M-71F plus puissant. Les essais officiels ont révélé que le Su-6 biplace avait une vitesse de pointe supérieure de 100 km/h à celle de l'Iliouchine Il-2, mais avec une charge utile nettement plus faible. Quand l'utilisation du moteur M-71, rare et peu fiable, a été annulée, Soukhoï a été obligé d'utiliser le moteur Mikulin AM-42 à refroidissement liquide. Lorsque les essais en vol ont commencé le 22 février 1944, le Su-6 remotorisé fut prouvé inférieur à l'Iliouchine Il-10 en utilisant le même moteur, à cause des quelque 250 kg de blindage nécessaires pour protéger le moteur à refroidissement liquide et de la puissance inférieure du AM-42 par rapport au M-71F.
Bien que le Su-6 ne soit jamais entré en production, en 1943, Pavel Soukhoï a reçu le Prix Staline pour le développement de l'avion.

### Su-7
Pour les essais, le monoplace de conception de base Su-6 a été converti en un intercepteur haute altitude à propulsion mixte nommé Su-7 (le nom a été réutilisé dans les années 1950 pour un chasseur-bombardier supersonique, le Soukhoï Su-7). Le blindage avait été enlevé du fuselage, de conception entièrement métallique. La puissance venait d'un moteur à pistons Shvetsov Ash-82FN avec deux turbocompresseurs TK-3 dans le nez et un moteur-fusée Glushko RD-1-KhZ dans la queue. Le moteur à pistons produisait 1 380 kW (1 850 ch), tandis que le moteur-fusée utilisait du pétrole et de l'acide nitrique pour le carburant et générait 2,9 kN de poussée pendant 4 minutes. L'armement était composé de trois canons ShVAK de 20 mm approvisionnés pour 370 coups. Un seul Su-7 a été achevé en 1944. Les vols d'essai ont montré une vitesse de pointe de 510 km/h à 12 000 m sans le moteur-fusée, et 705 km/h avec la fusée. En 1945, le moteur-fusée a explosé au cours des essais en vol, tuant le pilote et détruisant de l'avion.